# Gustaf de Maré (politiker)
Gustaf de Maré, född 14 januari 1825 i Hallingebergs församling, Kalmar län, död 4 april 1882 i Lofta församling, Kalmar län, var en svensk bruksägare och riksdagsman. Han tillhörde släkten de Maré, var far till Thorgny och Henrik de Maré samt bror till Alfred de Maré.
de Maré var ledamot av riksdagens andra kammare 1867–1868 för Norra Tjusts härad i Kalmar län och tillhörde därefter första kammaren 1869–1879, invald av Kalmar läns norra valkrets.